# Брюссельська шротова вежа
Брюссельська шротова вежа — це вежа, розташована в Брюсселі, Бельгія. Вона побудована у 1885 або 1898 році на місці колишнього порохового заводу, який датується 1832. Шротова вежа використовувалася до 1962 року, ставши останньою у Бельгії. Брюссельську вежу було класифіковано як Національну спадщину (номер 2043-0092/0) у 1984 році.

## Опис
Кругла цегляна конструкція 46 метрів заввишки. Основа 470 см в діаметрі, звужена до 310 см нагорі. Початково на вершині знаходився купол та ліхтар. Використовувалася для виплавлення шроту.